# John Crammond
John Gordon Crammond, född 5 juli 1906, död 18 september 1978, var en brittisk skeletonåkare.
Crammond blev olympisk bronsmedaljör i skeleton vid vinterspelen 1948 i Sankt Moritz.